# 배비장전 (드라마)
《배비장전》은 KBS 1TV에서 1988년 9월 25일에 방영된 서울올림픽 기념 특집 드라마이다. 한국의 고전 소설을 영상화한 한국고전 시리즈 중 두 번째 작품이다.

## 등장 인물
- 김애경
- 김명곤 : 배비장 역
- 김진해
- 김창봉
- 이계인
- 전세영